# Stadio Sandro Cabassi
Het Stadio Sandro Cabassi (afgekort Stadio Cabassi) is een voetbalstadion in de Italiaanse stad Carpi. Het is de thuishaven van Carpi FC 1909 en biedt plaats aan 4.164 toeschouwers. Het stadion werd geopend in 1928 en is vernoemd naar Sandro Cabassi. 